# Asiatisches Gelbholz
Das Asiatische Gelbholz (Maackia amurensis) ist eine Pflanzenart aus der Gattung Maackia innerhalb der Familie der Hülsenfrüchtler (Fabaceae). Die Art stammt aus Ostasien und wird wegen ihrer dekorativen Blütenstände als Zierpflanze eingesetzt.

## Beschreibung

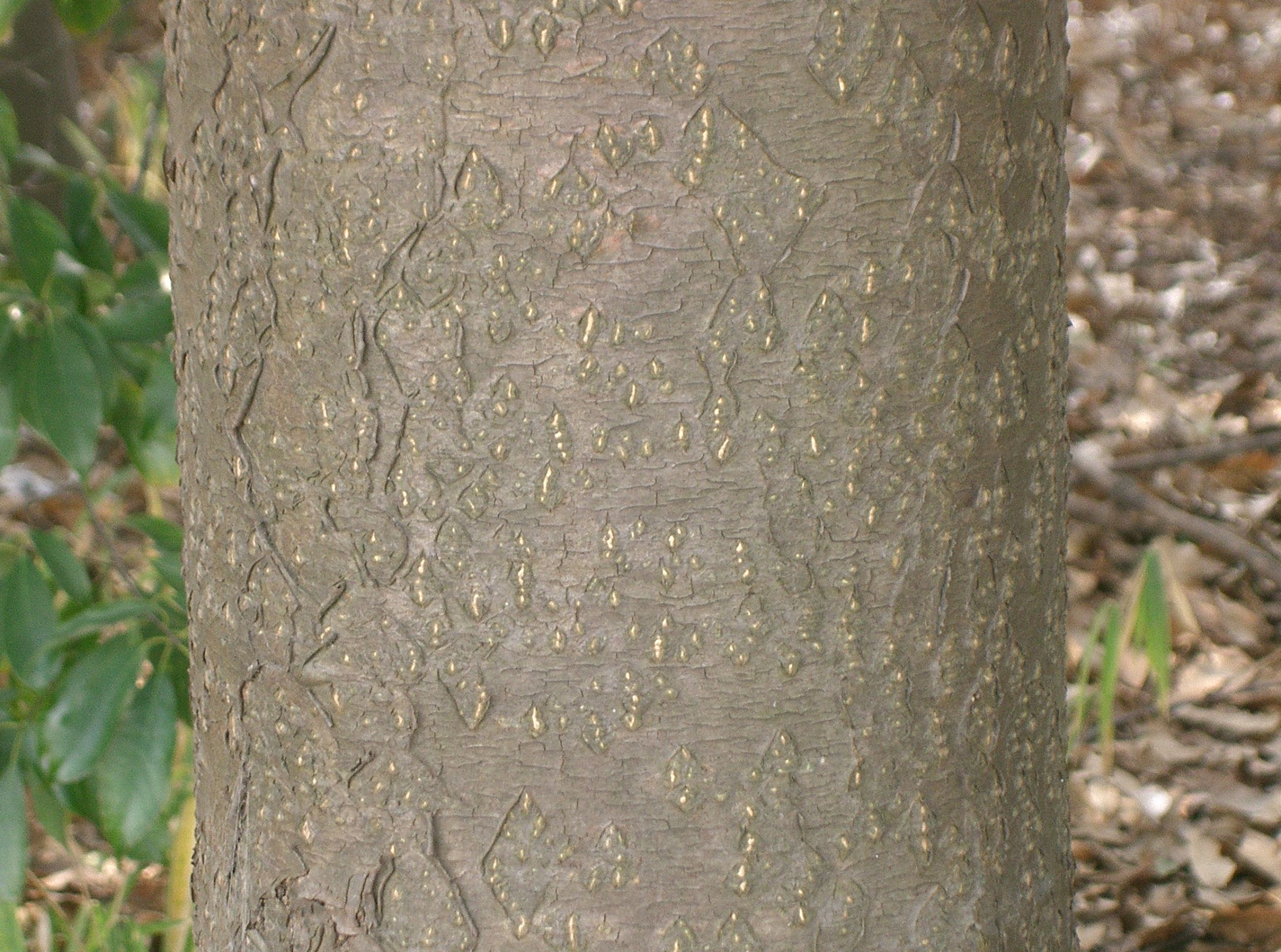
Borke

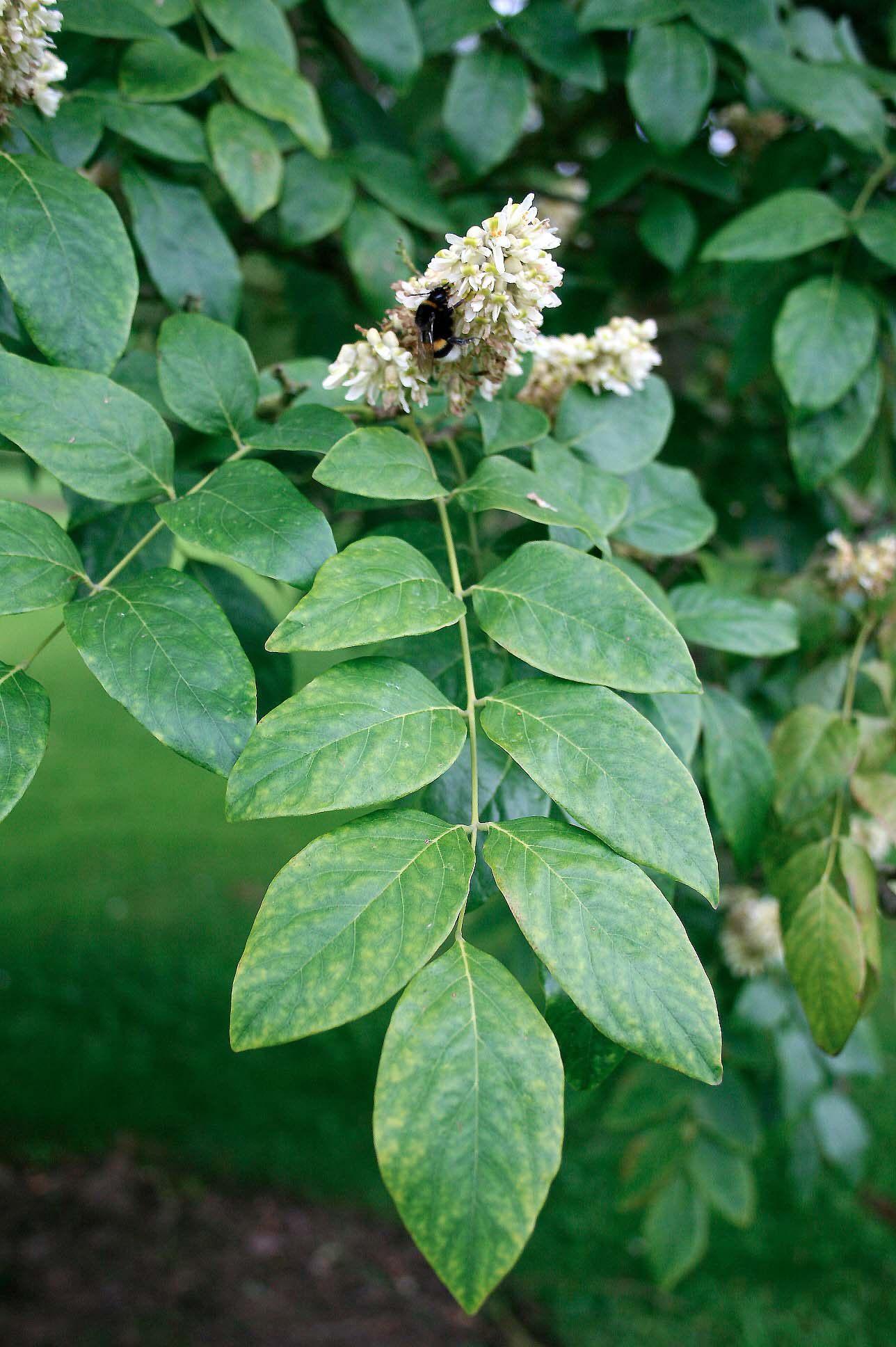
Gefiederte Laubblätter und Blütenstand

### Vegetative Merkmale
Das Asiatische Gelbholz ist ein sparsam verzweigter, sommergrüner Baum, der Wuchshöhen von 10 bis 15 Metern und einen Brusthöhendurchmesser von 60 Zentimetern erreicht. Die Borke ist grünbraun und schuppig. Die violett-braune, mit Korkporen bedeckte Rinde junger Zweige ist behaart, während ältere Zweige kahle Rinde aufweisen. Die Knospen sind kahl.
Die wechselständigen, 15 bis 23 Zentimeter langen Laubblätter sind in Blattstiel und -spreite gegliedert. Die Blattspreite ist unpaarig gefiedert mit sieben bis elf Fiederblättchen. Die kahlen, ganzrandigen und kurz gestielten, papierigen, schwach behaarten Blättchen sind bei einer Länge von 3,5 bis 7, selten bis zu 9,7 Zentimetern sowie einer Breite von 2 bis 3,5, selten bis zu 5 Zentimetern elliptisch bis eiförmig oder verkehrt-eiförmig mit gerundeter Basis und rundspitzigem oberem Ende. Die kurzen Blättchenstiele sind 3 bis 6 Millimeter lang. Die Nebenblätter fehlen.

### Generative Merkmale
Die Blütezeit reicht von Juli bis August. Die 10 bis 20 Zentimeter langen, aufrechten traubigen Blütenstände sind in rispenartigen Gesamtblütenständen zusammengefasst. Die Hauptachse der Blütenstände ist dicht braun behaart. Die Blütenstiele sind meist 4 bis 6 (3,2 bis 10) Millimeter lang.
Die zwittrigen Schmetterlingsblüten sind bei einer Länge von 8 bis 12 Millimetern zygomorph und fünfzählig mit doppelter Blütenhülle. Der Kelch ist glockenförmig, 2 bis 4 Millimeter groß, kurz gezähnt und dicht gelbbraun behaart. Die Krone ist weiß und 7 bis 11 Millimeter groß. Das einzige Fruchtblatt ist gerade und dicht gelbbraun behaart. Die 10 Staubblätter sind nur an der Basis verwachsen.
Die 3 bis 7 Zentimeter langen und 1 bis 1,2 Zentimeter breiten, flachen Hülsenfrüchte mit beständigem Kelch enthalten ein bis vier Samen.
Die gelbbraunen bis braunen Samen sind bei einer Länge von 6 bis 8 Millimetern länglich bis ellipsoid. Die Früchte reifen von September bis Oktober.

### Chromosomenzahl
Die Chromosomenzahl beträgt 2n = 18.

## Verbreitung und Standortansprüche
Die Art ist über Russland (vorrangig Amurgebiet), China, Taiwan und die Koreanische Halbinsel bis zu den japanischen Inseln verbreitet.
Das Asiatische Gelbholz wächst als Steppengehölz und in Trockenwäldern auf Hügeln in Höhenlagen von 300 bis 900 Metern. Es bevorzugt mäßig trockene bis frische, nährstoffreiche, schwach saure bis alkalische, sandig lehmige bis lehmige Böden. Das Asiatische Gelbholz gedeiht an sonnigen Standorten und ist wärmeliebend aber meist frosthart.

## Systematik
Die Art Maackia amurensis gehört zur Gattung Maackia. Die wissenschaftliche Erstbeschreibung von Maackia amurensis erfolgte 1856 durch Franz Josef Ruprecht und Karl Johann Maximowicz in Bulletin de la Classe Physico-Mathematique de l'Academie Imperiale des Sciences de Saint-Pétersbourg Band 15, Seite 128 und 143. Ein Synonym von Maackia amurensis Rupr. & Maxim. ist Cladrastis amurensis (Rupr.) Benth. ex Maxim.
Es werden zwei Varietäten unterschieden:
- Maackia amurensis Rupr. & Maxim. var. amurensis: Nominatform
- Maackia amurensis var. buergeri (Maxim.) C.K.Schneid.: Die Blättchen sind stumpf und nicht zugespitzt wie bei der Nominatform, und an der Blattunterseite behaart. Diese Varietät kommt ursprünglich in Japan vor.[1]

## Verwendung
Das Asiatische Gelbholz wird aufgrund seiner dekorativen Blütenstände als Ziergehölz verwendet.
Das mittelschwere Holz, Gelbholz, ist hart und beständig.

## Nachweise